# З'їзд білоруських організацій та партій
З'їзд білоруських ораганізацій та партій — проходив 8-10 липня 1917 року у Мінську. Він підтвердив прагнення його учасників добиватися автономії Білорусі. За ініціативи делегатів з'їзду, вчителів, був створений Білоруський союз вчителів. На з'їзді замість Білоруського національного комітету було створено Виконавчий комітет Центральної ради білоруських організацій. Дане об'єднання прагнуло згуртувати всі демократичні сили на території Білорусі та за її межами.